# FEBS Letters
FEBS Letters (abrégé en FEBS Lett.) est une revue évaluée par les pairs publiée par John Wiley & Sons et dédiée à la biologie moléculaire et à la biochimie. Il s'agit du journal officiel de la Fédération européenne des sociétés de biochimie. 
Elle possède un facteur d'impact de 4,124 en 2020.
Le journal se concentre sur différents aspects de la biologie moléculaire et cellulaire, notamment la biochimie, la génétique, la biophysique, ainsi que la biologie structurelle.